# Castor 4B

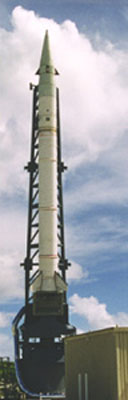
Um foguete Castor 4B na plataforma de lançamento na Ilha Wake.

Castor 4B é a designação de um foguete de sondagem estadunidense. O Castor 4B tem um comprimento de 9,20 metros, um diâmetro de 1,02 metros, e fornece um empuxo de 450 kN com uma duração de 63 segundos. O foguete é baseado no motor de foguete Castor IVB de mesmo nome.
O foguete é usado tanto no programa europeu Maxus e em vários projetos estadunidenses para uso de defesa antimísseis.